# Café chrétien

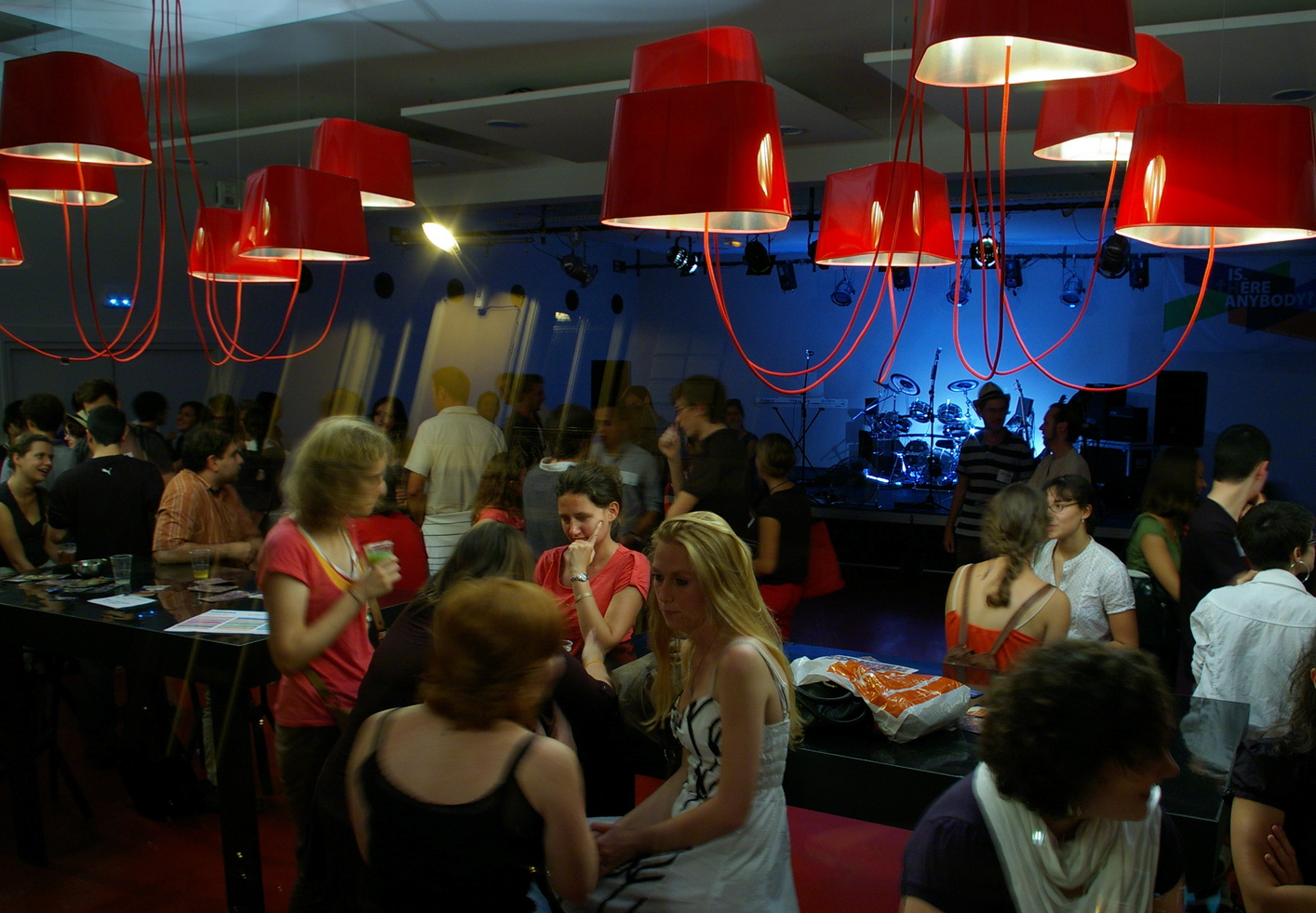
La café chrétien du projet Isèreanybody?, de la pastorale des jeunes du diocèse de Grenoble-Vienne.

Un café chrétien est un établissement qui vise à aider les nécessiteux et à évangéliser la population. Comme un café traditionnel, il propose des repas et des boissons, mais sans but lucratif. 

## Présentation
Le premier café chrétien est fondé à Montréal en 1976 par Martine Tardif, dans l'idée de donner un local à un mouvement de jeunes catholiques. Avec le succès de l’initiative, de nombreux établissements similaires apparaissent au Québec ; on en comptait vingt-et-un en 1978. En France, le premier café chrétien est créé en 1986 au Plessis-Robinson. Depuis, d'autres ont vu le jour comme le Simone à Lyon, le Comptoir de Cana à Lille, et le Dorothy à Paris.   
Les cafés chrétiens sont le plus souvent dirigés par des associations liées à l’Église catholique ; une de leurs vocations est d'évangéliser des populations qui ne sont plus en contact avec elle. Les boissons alcoolisées y sont généralement prohibées ou limitées. L’activité caritative consiste à nouer des liens sociaux avec des individus en solitude ou en détresse psychologique, tout en accueillant également une clientèle ordinaire